# Комбинативност
Способността на сортовете или родителите да се комбинират един с друг по време на процеса на хибридизация, така че желаните гени или характеристики да се предадат на техните потомства, се нарича способност за комбиниране. Отнася се до способността на генотиповете да предават по-добро представяне в тяхното потомство. Комбинативната способност е генетически предопределена.